# Cherryville
Cherryville is een plaats (city) in de Amerikaanse staat North Carolina, en valt bestuurlijk gezien onder Gaston County.

## Demografie
Bij de volkstelling in 2000 werd het aantal inwoners vastgesteld op 5361.
In 2006 is het aantal inwoners door het United States Census Bureau geschat op 5533, een stijging van 172 (3,2%).

## Geografie
Volgens het United States Census Bureau beslaat de plaats een oppervlakte van
12,3 km², geheel bestaande uit land. Cherryville ligt op ongeveer 307 m boven zeeniveau.

## Plaatsen in de nabije omgeving
De onderstaande figuur toont nabijgelegen plaatsen in een straal van 16 km rond Cherryville.